# Cerhenice
Cerhenice település Csehországban, a Kolíni járásban. Cerhenice Vrbová Lhota, Sokoleč, Velim, Břežany I, Plaňany, Ratenice és Dobřichov településekkel határos. Lakosainak száma 1908 fő (2024. január 1.).

## Népesség
A település lakosságának változását az alábbi diagram mutatja:
| Lakosok száma | 1312 | 1724 | 2099 | 1784 | 1534 | 1482 | 1667 | 1700 | 1808 | 1908 |
|               | 1869 | 1890 | 1921 | 1950 | 1980 | 2001 | 2017 | 2019 | 2022 | 2024 |